# Relations entre Madagascar et l'Union européenne
Les relations entre Madagascar et l'Union européenne reposent sur l'accord de Cotonou reposant sur la coopération politique, économique, commerciale et l'aide au développement. Cependant, après les évènements ayant entraîné le départ du président le 17 mars 2009, l'Union, conformément à l'article 9 des accords de partenariat UE-ACP, a suspendu l'aide au développement à Madagascar le 6 juin 2010 (à l'exception de l'aide humanitaire et de l'aide d'urgence).

## Relations politiques
La délégation de l'Union européenne présente à Antananarivo assure le suivi des relations bilatérales entre les instances européennes et le autorités malgaches, elle mène un dialogue politique selon l'article 8 de l'accord de Cotonou, pour « échanger des informations, encourager la compréhension mutuelle, et faciliter la définition de priorités communes ». Tous les six mois, les deux parties se rencontrent afin d'échanger en premier lieu sur les valeurs et principes fondamentaux partagés par l'UE et par Madagascar au niveau local et régional (sécurité, stabilité politique, libertés individuelles, démocratie, migrations, terrorisme, transports, etc.).
La première réunion depuis le retour à l'ordre constitutionnel et la fin de la crise politique, a lieu le 6 février 2015 ; d'autres échanges ont lieu au niveau du Premier ministre et des ministres avec leurs homologues européens.

## Relations économiques
Dans le domaine économique, l'UE entretient des relations étroites avec Madagascar dans le cadre de trois accords :
- Un accord de partenariat économique (APE), signé en 2009 et dont l'application provisoire a commencé en 2012 ; l'accord de Cotonou a prévu des accords commerciaux compatibles avec les normes de l'OMC et menant à la libéralisation des échanges entre les parties. L'APE est fondé sur un partenariat pour le développement, celui-ci précise que la libéralisation se fera de manière asymétrique permettant d'atteindre une coopération économique et une aide au développement pour la population malgache.
- L'accord de Cotonou, signé en 2000, dont l'objectif est, à terme, d'éradiquer la pauvreté et de contribuer au développement durable et à l'intégration progressive des pays signataires dans l'économie mondiale.
- Un accord de pêche signé en 1986 auquel sont liés des protocoles d'accord.

## Relations commerciales
Selon l'Institut national de la statistique (INSTAT) : entre 2007 et 2015, l'UE est le premier partenaire commercial de Madagascar, 39 % des échanges se faisaient avec l'UE en 2007 contre 31 % en 2015.
L'UE importe essentiellement des produits agricoles, halieutiques et miniers de Madagascar (52 %) et des produits manufacturés (textile et habillement majoritairement) (47,4 %). 27 % des importations malgaches proviennent de l'UE en 2007 contre 21 % en 2015, ce sont majoritairement des produits manufacturés (machines et équipements de transport, produits chimiques, etc.) (78,7 %).
Selon le Fonds monétaire international (FMI), en 2014 les cinq premiers partenaires commerciaux de Madagascar sont : l'UE, la Chine, l'Afrique du Sud, l'Inde et les États-Unis. Madagascar se trouve au 96e rang en termes d'échanges avec l'UE. Entre 2007 et 2013, la balance commerciale entre Madagascar et l'UE est excédentaire sauf en 2008.

## Coopération au développement
L'Union européenne est l'un des premiers donateurs d'aide publique au développement à Madagascar, le Fonds européen de développement (FED) en étant le principal instrument financier. Pour la période 2014-2020, un montant indicatif de 518 millions d'euros a été fixé. Son objectif principal est de lutter contre la pauvreté, à travers le renforcement de la bonne gouvernance et la promotion d'une économie durable au travers de trois vecteurs principaux :
- la bonne gouvernance et le renforcement des politiques publiques ;
- les infrastructures nécessaires support au développement économique ;
- le développement rural.

Dans le domaine du développement, l'UE est également présente à Madagascar à travers les interventions financées par la Banque européenne d'investissement (BEI) et des États membres (principalement de la France, ancienne puissance coloniale)
La politique humanitaire européenne est mise en œuvre par la Direction générale pour la protection civile et les opérations d'aide humanitaire européennes de la Commission européenne (ECHO), depuis 2008, celle-ci soutient des initiatives de réduction des risques de catastrophe, de renforcement de la sécurité alimentaire et d'opérations humanitaires. 5,9 millions d'euros ont été consacrés, en 2016, aux efforts d'aide d'urgence à Madagascar.

## Sources

## Compléments